# Hans van der Laan
Pour les articles homonymes, voir van der Laan.
 (mars 2008).
Hans van der Laan (né à Leyde le 29 décembre 1904, et mort à Mamelis le 19 décembre 1991) est un moine bénédictin et architecte des Pays-Bas. Il est l'inspirateur et une des figures importantes de la Bossche School (1945-1970).

## Biographie
Van der Laan est l'un des fils d'un architecte de Leyde, Leo van der Laan, et deux de ses frères, Jan et Nico, devinrent aussi architectes. De 1923 à 1926, il étudie l'architecture à la Technische Hoogeschool à Delft, avec le professeur Grandpré-Molière, mais il est déçu par l’enseignement académique qu'il y reçoit. En 1927, il entre à l’abbaye bénédictine de Oosterhout où il prononce ses vœux en 1929. Il y reste jusqu'en 1968, passant alors à l’abbaye de Vaals.

## La théorie de l'espace architectonique
Van der Laan élabore, vers 1930, en même temps - au début, sans le savoir - que l’ingénieur polytechnicien français Gérard Cordonnier, une nouvelle approche mathématique des proportions. Le point de départ est ce qui lui semble être une adaptation en trois dimensions  du fameux nombre d'or, souvent noté {\displaystyle \varphi } (phi) et défini comme solution de {\displaystyle x^{2}=1+x\,}. 
Cette recherche s'inscrit dans une problématique traditionnelle, celle de déterminer par un moyen rationnel et objectif les principes de création du Beau. Dans le cas présent, ce Beau créé par l'homme est aussi mis en relation avec celui ressenti devant la nature. Une solution employée consiste à déduire des règles statistiques plus ou moins complexes en analysant avec minutie des proportions repérées dans l’ordre naturel, perçu comme « création divine » par essence. Ce savoir doit permettre au concepteur humain d’imiter l’harmonie naturelle, de manière aisée et sûre, en complément de son intuition artistique subjective qui n'est pas remise en question par Van der Laan. Le nombre d'or a été ainsi choisi comme base de construction artistique aussi bien en musique (Béla Bartók) qu'en peinture (Vermeer, Mondriaan), voire avec son adaptation en « Modulor », en architecture (Le Corbusier).

Pavés en proportion de ψ : selon van der Laan,
les dimensions respectives de deux objets sont perceptibles lorsque la plus grande dimension de l'un est égale à la somme des deux plus petites dimensions de l'autre.

Pour tenir compte du fait que la nature était tridimensionnelle, van der Laan choisit de s'appuyer sur un autre nombre, reflétant cette dimension 3. Ce nouveau nombre fut nommé par Gérard Cordonnier « nombre Radiant » et par Hans van der Laan lui-même « nombre plastique ». Il est aussi désigné comme « nombre {\displaystyle \psi } (psi) ». Il est défini mathématiquement comme la seule solution réelle de l'équation {\displaystyle x^{3}=x+1\,}, et possède de nombreuses propriétés, analogues à celle du nombre d'or (comme d'être la limite de suites remarquables d'entiers).
Le rôle particulier attaché à ce nombre par van der Laan est accompagné par une philosophie générale expliquée dans son ouvrage L’Espace architectonique, qui est le mode d’emploi que tout architecte devrait connaître afin établir l’harmonie entre les trois éléments suivants :
- la nature, vue comme immuable dans ses propres proportions ;
- l’être humain, dans ses dimensions d'être sensible, d'être perceptif et d'être intelligent ;
- le réalisé par l’homme, qui devrait toujours tenir compte de l’ensemble des paramètres précédents.

Selon van der Laan et ses épigones, la mise sur une même « longueur d'onde » de ces trois éléments procure une plénitude, un bien-être profond, qu’on peut comparer au type d’émotion éprouvée dans certaines cathédrales et autres lieux religieux, ou bien au cœur d'une forêt.
La classique opposition entre architecture religieuse et profane laisse la place au principe que « toute véritable architecture est sacrée en soi », comme l’est, finalement, tout acte de créativité authentique.
De plus, cette technique peut être complétée par les apports de la géobiologie (étude des influences telluriques sur tout ce qui vit) et du Feng shui (branche du Tao chinois gérant l’harmonie de nos relations avec notre environnement)[réf. nécessaire].
Par voie de conséquence, le moindre objet étant complètement impliqué dans la relation plastique avec son environnement, les techniques du design se trouvent elles-mêmes directement concernées. Les arts graphiques peuvent également selon van der Laan tirer avantage à utiliser le nombre plastique pour la création de polices de caractères et la disposition des blocs composant la mise en page.
Van der Laan s'est consacré à l’étude et à la mise au point de cette nouvelle approche parce qu’il ressentait que dans l’architecture contemporaine, même la plus prestigieuse, « il manque toujours quelque chose » et qu'il ne voulait pas de cette absence  dans ses propres œuvres.

## Enseignant et architecte
De 1945 à 1973, il donne avec son frère Nico un cours sur l’architecture religieuse, à  partir de ses principes. L’abbaye de Sint-Benedictusberg, entre Vaals et Lemiers (près d'Aix-la-Chapelle) est l'un des premiers fruits de ses recherches théoriques ; en 1968, Van der Laan y achève en particulier l’église supérieure, une crypte et un atrium.  Parmi ses autres œuvres, on peut signaler : une maison d’habitation à Best, deux cloîtres à Waasmunster en Belgique, puis un couvent à Tomelilla en Suède. En 1977, il a rassemblé ses idées théoriques dans son ouvrage Der Architektonische ruinter (L’Espace architectonique), traduit en plusieurs langues. La province du Limbourg (Pays-Bas) lui a décerné son prix d’architecture. 
Après sa mort, des architectes, en particulier néerlandais, allemands, britanniques, belges, italiens, sud-africains continuent à utiliser ses concepts et à les enseigner. Certains d’entre eux avaient auparavant travaillé en très étroite collaboration avec Hans van der Laan.

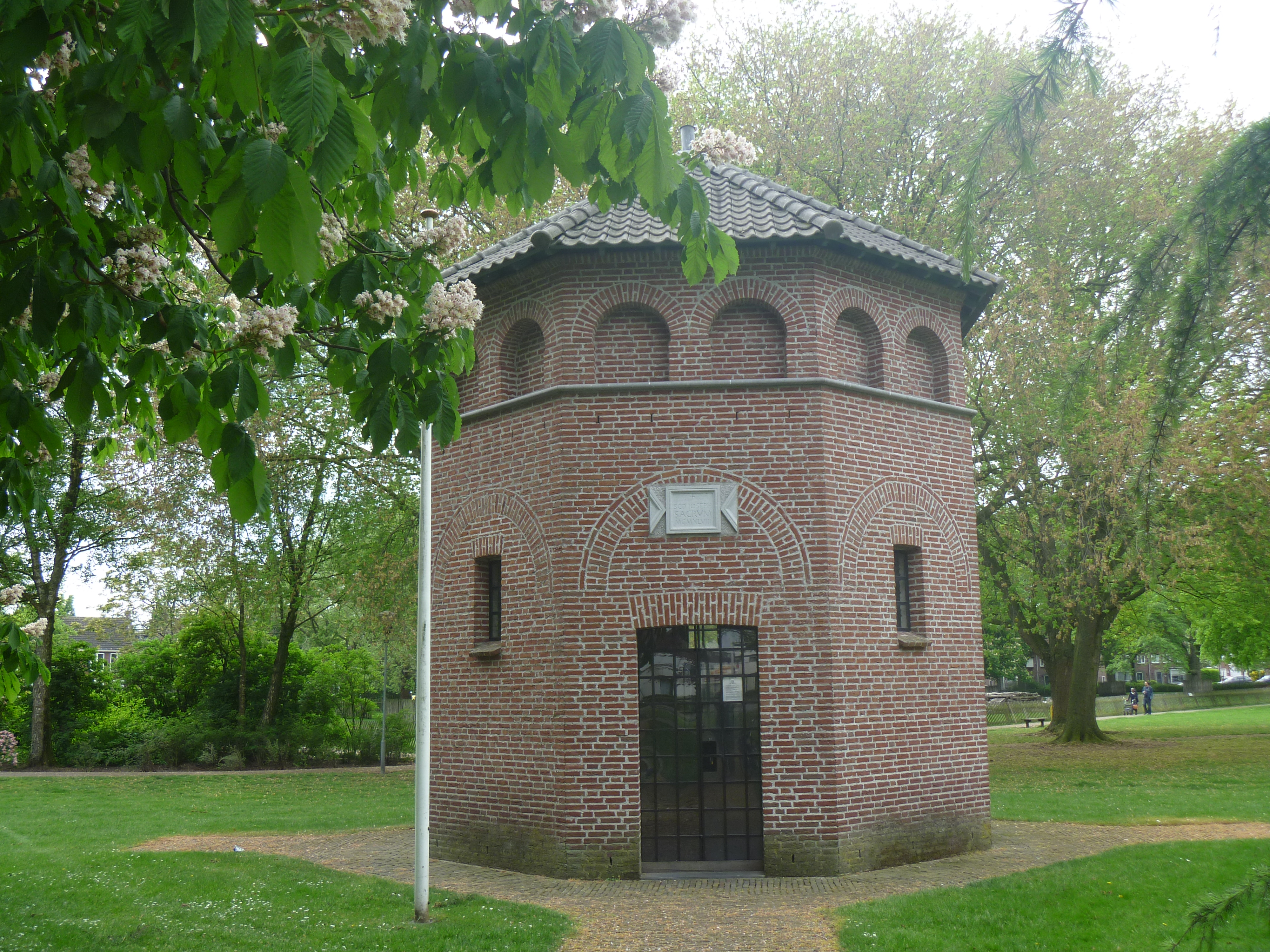
St. Jozef Gedachteniskapel, Helmond (1948)
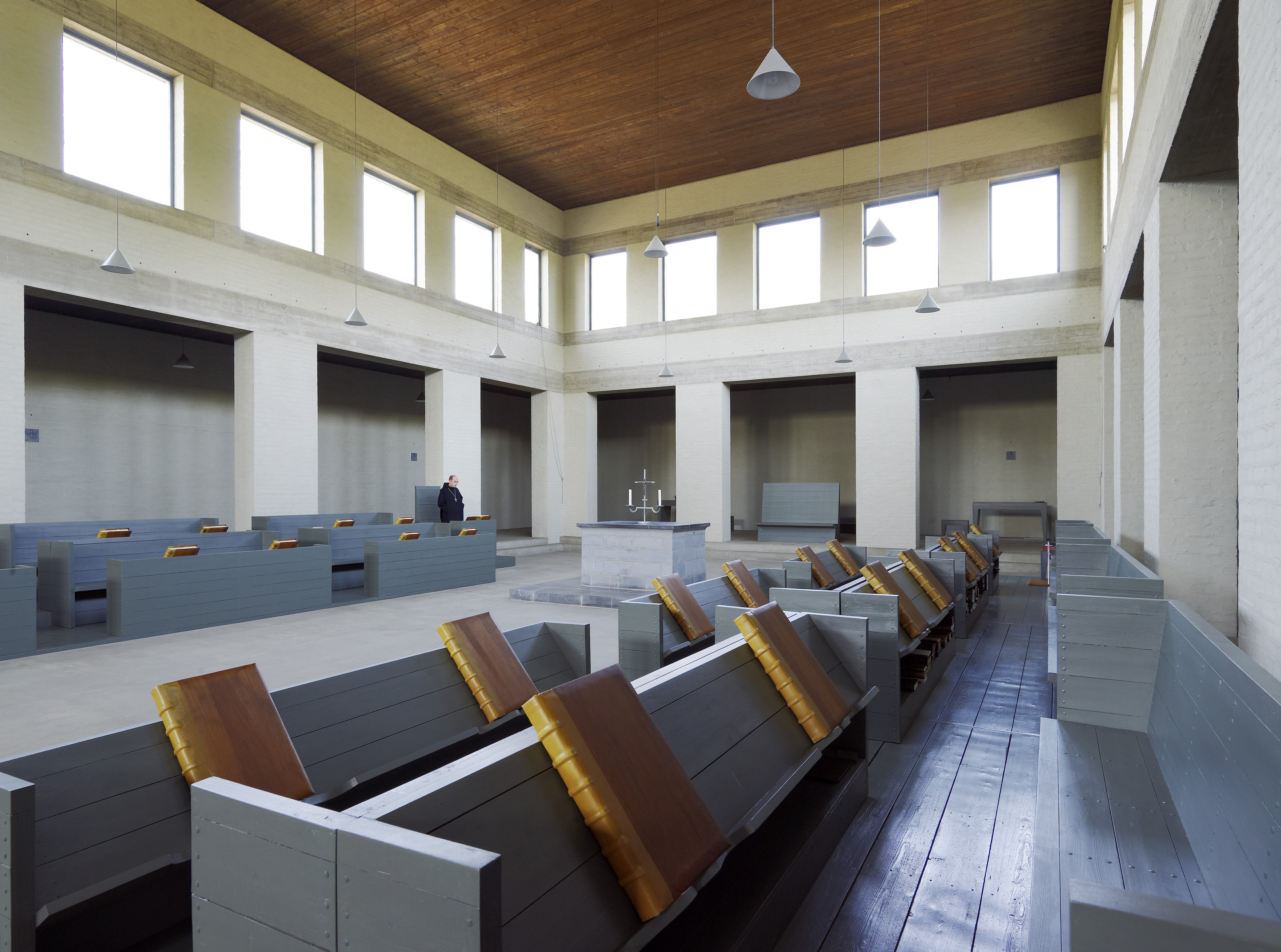
L’abbaye de St. Benedictusberg, Mamelis (1967)
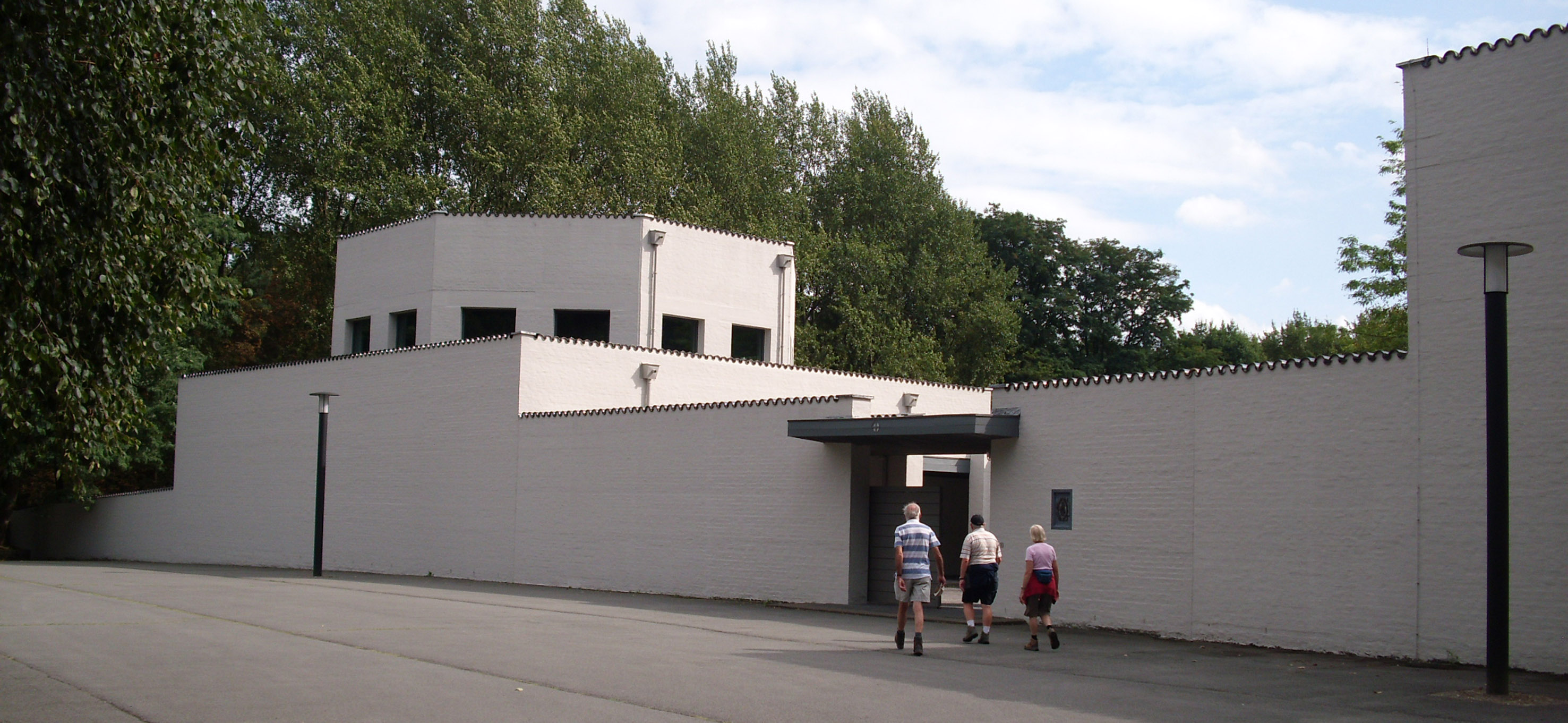
Abbeye de Roosenberg, Waasmunster (1975)

## Ouvrages de Hans van der Laan
- Le Nombre plastique, quinze leçons sur l'ordonnance architectonique, trad. du manuscrit hollandais par dom Xavier Botte, Leyde, E.J. Brill, 1960

- De Architectonische Ruimte, Vijftien Lessen over De Dispositie Van Het Menselijke Verblijf, Brill, 1977 ; trad. fr. par Dom Xavier Botte, L'espace architectonique, quinze leçons sur la disposition de la demeure humaine, Leyde ; New York ; Kobenhavn [etc] : Brill, 1989  (ISBN 90-04-09020-7)

- Modellen en meubels, Architext, 1982

- Het Vormenspel Der Liturgie, Leyde : Brill, 1985; trad. angl., The Play of Forms: Nature, Culture and Liturgy, Brill, 2005